# Campionat del Món d'hoquei sobre gel masculí (tercera divisió)
El Campionat del Món d'hoquei gel de Tercera Divisió és en realitat la quarta divisió de l'hoquei mundial. Es disputa anualment i és organitzada per la International Ice Hockey Federation. És el nivell més baix del Campionat del Món d'hoquei gel.
Els dos darrers classificats de Segona Divisió disputen la següent temporada el campionat de Tercera Divisió. El campionat es disputa en dos grups. Els dos primers classificats de cada grup ascendeixen a Segona.
Aquesta competició amb l'actual nom i format data de l'any 2001. Anteriorment la quarta divisió mundial rebia el nom de Campionat del Món d'hoquei gel Pool D.

## Historial
Campionat del Món Pool D
| Any  | Campió     |
| ---- | ---------- |
| 1987 | Austràlia  |
| 1989 | Bèlgica    |
| 1990 | Regne Unit |
| 1996 | Lituània   |
| 1997 | Croàcia    |
| 1998 | Bulgària   |
| 1999 | Espanya    |
| 2000 | Israel     |

Campionat del Món de Tercera Divisió
| Any  | Ascendits               |
| ---- | ----------------------- |
| 2001 | No es disputà           |
| 2002 | Corea del Nord, Mèxic   |
| 2003 | Nova Zelanda, Luxemburg |
| 2004 | Islàndia, Turquia       |
| 2005 | Mèxic, Sud-àfrica       |
| 2006 | Islàndia, Turquia       |